# Omphalopomopsis langerhansii
Omphalopomopsis langerhansii är en ringmaskart som först beskrevs av Marenzeller 1885.  Omphalopomopsis langerhansii ingår i släktet Omphalopomopsis och familjen Serpulidae. Inga underarter finns listade i Catalogue of Life.